# Moise Kean
Moise Bioty Kean (Vercelli, 2000. február 28. –) olasz válogatott labdarúgó, csatár, az olasz Fiorentina játékosa.
Ő lett az olasz élvonalbeli bajnokság, a Serie A, és az UEFA-bajnokok ligája történetének első olyan játékosa, aki a 2000-es években született. A 2016–2017-es szezon utolsó mérkőzésén a Bologna ellen a 94. percben győztes gólt szerzett, így ő lett a történelem első, a 2000-es években született labdarúgója, aki gólt szerzett tétmérkőzésen.
Válogatott szinten Olaszország színeiben debütált 2018-ban. Jelenleg ő a Azzurri történetének legfiatalabb gólszerzője tétmeccsen.

## Pályafutása

### Klubcsapatokban

#### Juventus
Kean egy olasz kisvárosban, Vercelliben született elefántcsontparti szülőktől. 2007-ben került az Asti akadémiájára, és még ebben az évben a Torino FC-hez került. 2010-től a Juventus korosztályos csapataiban játszott.
2016. november 19-én, 16 évesen bemutatkozott a Juventus felnőtt csapatában a Pescara elleni 3–0-s meccsen, Mario Mandžukić-ot váltotta 84. percben. Ezzel ő lett az olasz bajnokság történetének legfiatalabb pályára lépő játékosa. Három nappal később a Sevilla elleni Bajnokok ligája mérkőzésen (3–1) is bemutatkozhatott, így a BL-ben is ő lett a sorozat történetének legfiatalabb játékosa, és az első, aki a 2000-es években született.
2017. május 27-én a Bologna elleni 2–1-re megnyert bajnokin megszerezte első gólját, így ő lett az öt európai élbajnokság történetében az első gólszerző aki a 2000-es években született.
2017. augusztus 31-én a Juventus egy évre kölcsönadta a Hellas Verona csapatának.
Szeptember 10-én mutatkozott be a Veronában a Fiorentina ellen 5–0-ra elvesztett bajnokin. Alex Ferrari helyére állt be csereként a 46. percben. Október 1-jén, a Torino elleni 2–2-es bajnokin megszerezte első gólját is a csapatban. Húsz tétmérkőzésen négy gólt szerzett a csapat színeiben.
A 2018-2019-es szezonra visszatért a Juventushoz. 2019. január 12-én gólt szerzett a Bologna ellen 2–0-ra megnyert kupamérkőzésen. Március 8-án kétszer volt eredményes az Udinese Calcio elleni bajnokin.

#### Everton
2019. augusztus 4-én öt évre aláírt az angol élvonalban szereplő Evertonhoz. Augusztus 10-én, a Crystal Palace elleni 0–0-s bajnokin mutatkozott be a Premier League-ben. A mérkőzésen Dominic Calvert-Lewin cseréjeként állt be. 2019 novemberében fegyelmi okok miatt került ki az Everton aktuális bajnokira készülő keretéből. Első gólját 2020. január 21-én szerezte a Newcastle United elleni 2–2-es bajnokin. A szezon utolsó bajnokiján a kezdőcsapatban kapott helyet a Bournemouth ellen és megszerezte második gólját is a Premier League-ben.
A 2020–2021-es szezon kezdetén kétszer volt eredményes a ligakupában.

#### Paris Saint-Germain (kölcsönben)
2020. október 4-én az idény hátralevő részére a francia Paris Saint-Germainhez került kölcsönbe.  2020. október 16-án rögtön első mérkőzésén kezdőként küldte pályára Thomas Tuchel vezetőedző. Október 24-én a Dijon elleni győztes bajnokin duplázni tudott, amely mérkőzést 4–0-ra nyerte meg a PSG. Október 28-án, 4 nappal később a Bajnokok Ligája csoportkörében is duplázni tudott a török İstanbul Başakşehir ellen, amivel 2–0-ra megnyerték a találkozót.

#### Juventus (kölcsönben)
2021. augusztus 31-én volt klubja, a Juventus két évre kölcsönvette őt az Evertontól.

#### Fiorentina
2024. július 9-én  13 millió eurós átigazolási díjért csatlakozott a Fiorentina csapatához, amely bónuszokkal akár 18 millió euróra is emelkedhet.

### A válogatottban
Játszott az olasz U15-ös és az U16-os, az U17-es, valamint U19-es válogatottban is. Édesapja révén elefántcsontparti származású, így az afrikai országban is játszhatna felnőtt szinten.
2018 novemberében Roberto Mancini szövetségi kapitány behívta az olasz felnőtt válogatottba. November 20-án, 18 évesen és 265 naposan mutatkozott be egy Egyesült Államok elleni 1–0 arányban megnyert barátságos meccsen. 2019. március 23-án a Finnország elleni 2020-as Európa-bajnoki selejtező mérkőzésen megszerezte első gólját a címeres mezben. A találkozó végül 2–0-s sikerrel ért véget. Ezzel ő lett a legfiatalabb csatár, aki kezdőként lépett pályára egy tétmeccsen, Edoardo Mariani 1912-es francia válogatottbéli debütálása óta.

## Statisztikái

### Klubcsapatokban
2020. november 7-én frissítve.
| Klub                             | Szezon           | Liga             | Liga  | Liga | Kupa  | Kupa | Ligakupa | Ligakupa | Európa | Európa | Egyéb | Egyéb | Összesen | Összesen |
| Klub                             | Szezon           | Bajnokság        | Mérk. | Gól  | Mérk. | Gól  | Mérk.    | Gól      | Mérk.  | Gól    | Mérk. | Gól   | Mérk.    | Gól      |
| -------------------------------- | ---------------- | ---------------- | ----- | ---- | ----- | ---- | -------- | -------- | ------ | ------ | ----- | ----- | -------- | -------- |
| Juventus                         | 2016–17          | Serie A          | 3     | 1    | 0     | 0    | —        | —        | 1      | 0      | —     | —     | 4        | 1        |
| Juventus                         | 2018–19          | Serie A          | 13    | 6    | 1     | 1    | —        | —        | 3      | 0      | 0     | 0     | 17       | 7        |
| Juventus                         | Összesen         | Összesen         | 16    | 7    | 1     | 1    | 0        | 0        | 4      | 0      | 0     | 0     | 21       | 8        |
| Hellas Verona (kölcsönben)       | 2017–18          | Serie A          | 19    | 4    | 1     | 0    | —        | —        | —      | —      | —     | —     | 20       | 4        |
| Hellas Verona (kölcsönben)       | Összesen         | Összesen         | 19    | 4    | 1     | 0    | —        | —        | —      | —      | —     | —     | 20       | 4        |
| Everton                          | 2019–20          | Premier League   | 29    | 2    | 1     | 0    | 3        | 0        | —      | —      | —     | —     | 33       | 2        |
| Everton                          | 2020–21          | Premier League   | 2     | 0    | 0     | 0    | 2        | 2        | —      | —      | —     | —     | 4        | 2        |
| Everton                          | Összesen         | Összesen         | 31    | 2    | 1     | 0    | 5        | 2        | —      | —      | —     | —     | 37       | 4        |
| Paris Saint-Germain (kölcsönben) | 2020–21          | Ligue 1          | 4     | 3    | 0     | 0    | 0        | 0        | 3      | 2      | 0     | 0     | 7        | 5        |
| Paris Saint-Germain (kölcsönben) | Összesen         | Összesen         | 4     | 3    | 0     | 0    | 0        | 0        | 3      | 2      | 0     | 0     | 7        | 5        |
| Karrier összesen                 | Karrier összesen | Karrier összesen | 71    | 16   | 3     | 1    | 5        | 2        | 7      | 2      | 0     | 0     | 86       | 21       |

### A válogatottban
2020. október 14-én frissítve.
| Olaszország | Olaszország | Olaszország |
| Év          | Mérkőzés    | Gól         |
| ----------- | ----------- | ----------- |
| 2018        | 1           | 0           |
| 2019        | 2           | 2           |
| 2020        | 5           | 0           |
| Összesen    | 8           | 2           |

### Góljai a válogatottban
| #  | Dátum             | Helyszín                                 | Ellenfél      | Gólja | Végeredmény | Kiírás                     |
| -- | ----------------- | ---------------------------------------- | ------------- | ----- | ----------- | -------------------------- |
| 1. | 2019. március 23. | Stadio Friuli, Udine, Olaszország        | Finnország    | 2–0   | 2–0         | Európa-bajnokság-selejzető |
| 2. | 2019. március 26. | Stadio Ennio Tardini, Parma, Olaszország | Liechtenstein | 5–0   | 6–0         | Európa-bajnokság-selejzető |